# Cronicó Barceloní I
El Cronicó Barceloní I és un cronicó de la sèrie de Cronicons Barcinonenses, escrits en la seva majoria en llatí, i que començaren a ser redactats entre el 1149 i el 1153 a l'empara de les gestes militars de Ramon Berenguer IV de Barcelona, Príncep d'Aragó i Comte de Barcelona. Aquest, però, és redactat en català i narra els fets compresos en el període del 985 al 1295.